# Encomiendasystemet

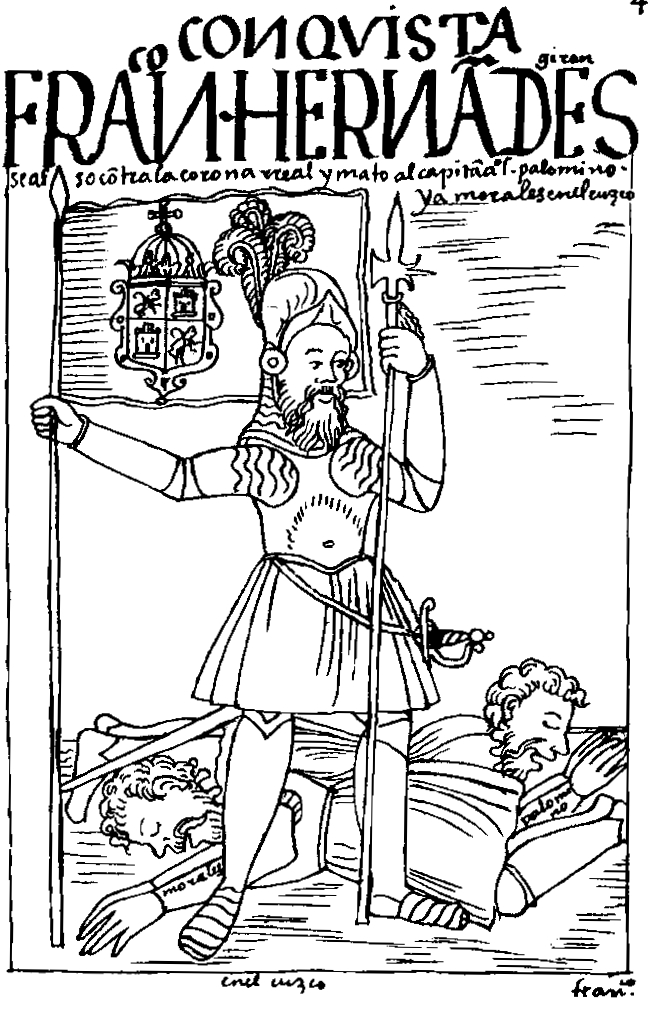
Francisco Hernández Girón var en spansk encomenderos i Peru som 1553 protesterade mot de nya lagarna.

Encomiendasystemet (spanska: Encomienda [eŋkoˈmjenda] ( lyssna); från verbet encomendar för "att anförtro") var ett system under den spanska koloniseringen av Amerika där rätten till urfolk-arbetskraft och deras skatter gavs till enskilda kolonisatörer (encomenderos) som ersättning för att de tog ansvar för skydd och religiös utbildning av urfolk. Encomenderos var utsända av regeringen och encomiendorna var grupper av urfolk.
Drottning Isabella I av Spanien förbjöd slavarbete, men den spanske monarken gick 1503 med på att införa encomiendas som utgick från en form av livegenskap eller tvångsarbete. Ett resultat av systemet blev att ursprungsbefolkningen brukade jorden, arbetade i gruvorna och uppförde offentliga byggnader. 1542 infördes en lag i Spanien som förbjöd encomiendas men systemet avskaffades inte förrän på 1700-talet.